# Pinega
La rivière Pinega (en russe : Пинега) est une rivière de Russie qui coule à l'extrême nord de la Russie d'Europe sur le territoire de l'Oblast d'Arkhangelsk. C'est un affluent direct de la Dvina septentrionale, en rive droite.

## Géographie
Le bassin versant de la Pinega s'étend sur quelque 42 600 km2, surface équivalente à celle de la Suisse.
Sa longueur est de 779 kilomètres.
La Pinega prend sa source dans la taïga recouvrant le nord de la grande plaine de Russie d'Europe, dans la partie sud-est de l'oblast d'Arkhangelsk.
Après sa naissance, la rivière s'oriente globalement vers le nord-nord-ouest, parallèlement au cours du fleuve Mezen qui coule une bonne centaine de kilomètres plus à l'est. Dans son cours inférieur, aux abords de la mer blanche, la Pinega effectue une large boucle qui lui fait prendre la direction du sud-ouest, direction qu'elle maintient durant le reste de son parcours de 779 kilomètres. Elle termine sa route en se jetant dans la Dvina septentrionale en rive droite, au niveau de la localité d'Oust-Pinega, à plus ou moins 70 kilomètres en amont de la grande ville d'Arkhangelsk.
La Pinega traverse des zones peu peuplées et recouvertes par l'immense taïga du grand nord russe. 

## Gel et navigabilité
La Pinega gèle dès la seconde quinzaine du mois d'octobre ou début novembre, et reste prise par les glaces jusque fin avril ou début mai.
En dehors de cette longue période, la rivière est navigable sur 580 kilomètres à partir de son point de confluence.

## Affluents
- de gauche : 
  - la Vyïa (Выя)
  - la Ioula (Юла)
  - la Pokchenga (Покшенга)
- de droite :
  - l'Ilecha (Илеша)
  - l'Iejouga (Ежуга)

## Hydrométrie - Les débits à Koulogory
Le débit de la Pinega a été observé pendant 86 ans (durant la période 1914-1999) à Koulogory, localité située à 125 kilomètres de son confluent avec la Dvina septentrionale. 
Le débit inter annuel moyen ou module observé à Koulogory sur cette période était de 375 m3/s pour une surface prise en compte de 36 700 km2, soit plus ou moins 85 % du bassin versant total de la rivière qui en compte 42 600.
La lame d'eau écoulée dans cette partie du bassin - de loin la plus importante - atteint ainsi le chiffre de 323 millimètres par an, ce qui peut être considéré comme assez élevé, mais correspond aux mesures effectuées sur la plupart des cours d'eau du nord de la Russie d'Europe. 
Le Pinega présente des fluctuations saisonnières de débit élevées. Les crues se déroulent au printemps, en mai et en juin (avec un maximum très net en mai) et résultent de la fonte des neiges. Dès la mi-juin, le débit s'effondre, puis se stabilise en juillet pour se maintenir à un niveau fort consistant jusqu'à la fin de l'automne, sous l'effet des précipitations sous forme de pluie. En septembre et surtout octobre, on assiste à un rebond très net de l'écoulement, ce qui forme un second sommet annuel, beaucoup moins important, il est vrai. En décembre survient une forte baisse de débit menant aux basses eaux. Celles-ci sont liées à l'hiver russe et à ses importantes gelées ; la rivière atteint alors son minimum, ou étiage, période allant de décembre à mars-avril. 
Le débit moyen mensuel observé en mars (minimum d'étiage) est de 78,0 m3/s, soit moins de 5 % du débit moyen du mois de mai (1 659 m3/s), ce qui souligne l'amplitude importante des variations saisonnières. Ces écarts peuvent d'ailleurs être plus élevés encore : ainsi sur la durée d'observation de 86 ans, le débit mensuel minimal a été de 42,4 m3/s (janvier 1915), tandis que le débit mensuel maximal s'élevait à 2 910 m3/s en mai 1955.
En ce qui concerne la période estivale, la plus importante car libre de glaces (de juin à septembre inclus), le débit mensuel minimum observé a été de 67,3 m3/s en août 1937. Mais il s'agissait d'une occurrence fort rare.